# Nureddin
Nureddin (derivat de Nur al-Din) fou el nom del segon hereu al Kanat de Crimea.
Era com un lloctinent del kalghay i en absència del kan i del kalghay dirigia els afers. Disposava d'un visir, un defterdar, un divan efendi i un cadi (però no tenia ni ulughani ni anabeg, càrrecs reservats a princeses), sense constituir un diwan o govern; el seu cadi només tenia jurisdicció sobre les forces militars que eren posades a les ordes del nureddin. Els seus ingressos procedien d'Or-Kapi i alguns altres pagaments especials, però la seva residència oficial era a Bakhtxisarai. El càrrec fou creat per Mehmed II Giray conegut com "El Gros", kan de Crimea de 1577 a 1584, i el primer fou Saadet Girai.